# Marko Arnautović
Pour les articles homonymes, voir Arnautović.
Marko Arnautović, né le 19 avril 1989 à Vienne en Autriche, est un footballeur international autrichien d'origine serbe qui joue au poste d'avant-centre ou milieu offensif à l'Étoile rouge de Belgrade.

## Biographie

### Vie privée
Arnautovic a déclaré être de confession chrétienne orthodoxe lors du match Serbie - Autriche en octobre 2016.

### Carrière en club

#### Floridsdorfer AC (2005-2006)
Marko Arnautovic est très précoce et commence en senior à l'âge de 16 ans au club de Florisdorfer (Autriche), il sera ainsi convoité par de nombreux clubs et choisira finalement Twente (Pays-Bas).

#### FC Twente (2006-2009)
En 2008, Marko Arnautović choisit de prolonger son contrat avec Twente, malgré une offre du Feyenoord Rotterdam. Il se révèle véritablement au cours de la saison 2008-2009, en inscrivant régulièrement des buts en championnat, puis en participant aux Coupes d'Europe. Il joue la Ligue des champions face au club d'Arsenal qui sort son équipe dès leurs débuts dans la compétition. Twente est alors reversé en Coupe UEFA et Marko Arnautović s'y distingue en seizièmes de finale, en allant marquer le but de la victoire sur la pelouse de l'Olympique de Marseille, au match aller.

#### Inter Milan (2009-2010)
En 2009, il est prêté une saison avec option d'achat à l'Inter Milan. Le transfert, évalué à neuf millions d'euros, sera effectif si Marko Arnautović joue au moins dix matchs dans la saison. Le 14 novembre 2009, il inscrit un doublé lors d'un match amical contre le FC Vaduz et donne ainsi la victoire à l'Inter deux buts à un. Toutefois, il n'obtient pas la confiance de son entraîneur José Mourinho, qui ne l'utilise pratiquement jamais, le laissant le plus souvent dans les tribunes. Il ne participe qu'à trois matches de championnat, soit soixante-dix minutes de jeu.

#### Werder Brême (2010-2013)
Le 4 juin 2010, il signe un contrat de quatre ans au Werder Brême, qui débourse six millions d'euros,.
Marko inscrit un doublé le 28 août 2010 lors de la deuxième journée de Bundesliga contre le FC Cologne (victoire 4-2).
Pendant la phase de groupes de la Ligue des champions, il inscrit un but face à ses deux anciens clubs : le FC Twente (1-1) et l'Inter Milan (3-0). Cependant le Werder Brême finit à la dernière place du groupe ne se qualifiant pas ni pour les huitièmes de finale de la C1, ni pour les seizièmes de finale de la C3.

#### Stoke City (2013-2017)
À l'été 2013 l'attaquant quitte le Werder Brême pour Stoke City pour 2,2 millions d'euros. Ce faible prix s'explique par la lassitude des dirigeants brémois à la suite des incartades répétées du joueur. Arnautović devient un cadre du club avec 58 matches de championnat disputés en deux saisons.

#### West Ham United (2017-2019)
Après quatre saisons pleines du côté de Stoke, l'Autrichien prend la direction de West Ham, autre club de Premier League, pour un montant de 22,3 millions d'euros, plus divers bonus quant à eux estimés à 5,6 millions d'euros.

#### Shanghai SIPG (2019-2021)
Le 8 juillet 2019, Arnautović s'engage avec le Shanghai SIPG. Il marque un quadruplé contre le Shenzhen football club le 1er décembre 2019.

#### Bologne FC (2021-2023)
Le 1 août 2021, il a a paraphé un contrat de 2 ans avec le club de Bologne FC et fait son retour en Italie 11 ans après l'avoir quittée.

#### Deuxième passage à l'Inter Milan (2023-)
En août 2023, Marko Arnautović fait son retour à l'Inter Milan via un prêt avec « obligation d'achat sous certaines conditions ».

### Carrière en équipe nationale
Marko Arnautović dispute sa première compétition internationale lors de l'Euro 2016 où les autrichiens sortiront dès le premier tour. Convoqué pour disputer l'Euro 2020, il s'illustre en triplant la mise face à la Macédoine du Nord sur une passe décisive de Konrad Laimer. Les autrichiens s'imposeront 3-1 lors de ce premier match du tournoi. 
Le 7 juin 2024, il fait partie de la liste des 26 joueurs convoqués par Ralf Rangnick pour disputer l'Euro 2024. Le 21 juin, lors du deuxième match de poules face à la Pologne il clôture la victoire autrichienne en inscrivant le troisième but sur penalty.   

## Caractéristiques
Marko Arnautović est comparé au Suédois Zlatan Ibrahimovic en raison de sa taille, de sa position sur le terrain et son comportement égocentrique. Lui-même confirme avoir « copié beaucoup de choses » du Suédois qui est pour lui une idole.

## Statistiques
Ce tableau présente les statistiques de joueur de Marko Arnautović,,.

| Saison                | Club                  | Championnat           | Championnat | Championnat | Championnat | Coupe nationale | Coupe nationale | Coupe nationale | Coupe de la Ligue | Coupe de la Ligue | Coupe de la Ligue | Supercoupe | Supercoupe | Supercoupe | Compétition(s) continentale(s) | Compétition(s) continentale(s) | Compétition(s) continentale(s) | Compétition(s) continentale(s) | Séries | Séries | Séries | Autriche | Autriche | Autriche | Total | Total | Total |
| Saison                | Club                  | Division              | M.          | B.          | P.d.        | M.              | B.              | P.d.            | M.                | B.                | P.d.              | M.         | B.         | P.d.       | Comp.                          | M.                             | B.                             | P.d.                           | M.     | B.     | P.d.   | M.       | B.       | P.d.     | M.    | B.    | P.d.  |
| 2005-2006             | Floridsdorfer AC      | Bundesliga            | 19          | 5           | 0           | -               | -               | -               | -                 | -                 | -                 | -          | -          | -          | -                              | -                              | -                              | -                              | -      | -      | -      | -        | -        | -        | 19    | 5     | 0     |
| 2006-2007             | FC Twente             | Eredivisie            | 2           | 0           | 0           | -               | -               | -               | -                 | -                 | -                 | -          | -          | -          | -                              | -                              | -                              | -                              | -      | -      | -      | -        | -        | -        | 2     | 0     | 0     |
| 2007-2008             | FC Twente             | Eredivisie            | 14          | 0           | 2           | -               | -               | -               | -                 | -                 | -                 | -          | -          | -          | C3                             | 1                              | 0                              | 0                              | 1      | 0      | 0      | -        | -        | -        | 16    | 0     | 2     |
| 2008-2009             | FC Twente             | Eredivisie            | 28          | 12          | 5           | 5               | 1               | 0               | -                 | -                 | -                 | -          | -          | -          | C1+C3                          | 1+7                            | 0+1                            | 0                              | -      | -      | -      | 5        | 0        | 0        | 46    | 14    | 5     |
| Sous-total            | Sous-total            | Sous-total            | 44          | 12          | 7           | 5               | 1               | 0               | -                 | -                 | -                 | -          | -          | -          | -                              | 9                              | 1                              | 0                              | 1      | 0      | 0      | 5        | 0        | 0        | 64    | 14    | 7     |
| 2009-2010             | Inter Milan           | Serie A               | 3           | 0           | 0           | -               | -               | -               | -                 | -                 | -                 | -          | -          | -          | -                              | -                              | -                              | -                              | -      | -      | -      | -        | -        | -        | 3     | 0     | 0     |
| 2010-2011             | Werder Brême          | Bundesliga            | 25          | 3           | 3           | 2               | 0               | 1               | -                 | -                 | -                 | -          | -          | -          | C1                             | 7                              | 2                              | 0                              | -      | -      | -      | 6        | 4        | 1        | 40    | 9     | 5     |
| 2011-2012             | Werder Brême          | Bundesliga            | 19          | 6           | 0           | 1               | 0               | 0               | -                 | -                 | -                 | -          | -          | -          | -                              | -                              | -                              | -                              | -      | -      | -      | 8        | 3        | 1        | 28    | 9     | 1     |
| 2012-2013             | Werder Brême          | Bundesliga            | 26          | 5           | 6           | 1               | 0               | 0               | -                 | -                 | -                 | -          | -          | -          | -                              | -                              | -                              | -                              | -      | -      | -      | 8        | 0        | 4        | 35    | 5     | 10    |
| 2013-2014             | Werder Brême          | Bundesliga            | 2           | 0           | 0           | 1               | 0               | 0               | -                 | -                 | -                 | -          | -          | -          | -                              | -                              | -                              | -                              | -      | -      | -      | 1        | 0        | 0        | 4     | 0     | 0     |
| Sous-total            | Sous-total            | Sous-total            | 72          | 14          | 9           | 5               | 0               | 1               | -                 | -                 | -                 | -          | -          | -          | -                              | 7                              | 2                              | 0                              | -      | -      | -      | 23       | 7        | 6        | 107   | 23    | 16    |
| 2013-2014             | Stoke City            | Premier League        | 30          | 4           | 7           | 2               | 0               | 1               | 3                 | 1                 | 1                 | -          | -          | -          | -                              | -                              | -                              | -                              | -      | -      | -      | 7        | 0        | 1        | 42    | 5     | 10    |
| 2014-2015             | Stoke City            | Premier League        | 29          | 1           | 5           | 3               | 1               | 1               | 3                 | 0                 | 1                 | -          | -          | -          | -                              | -                              | -                              | -                              | -      | -      | -      | 8        | 1        | 2        | 43    | 3     | 9     |
| 2015-2016             | Stoke City            | Premier League        | 34          | 11          | 6           | -               | -               | -               | 6                 | 1                 | 0                 | -          | -          | -          | -                              | -                              | -                              | -                              | -      | -      | -      | 12       | 3        | 1        | 52    | 15    | 7     |
| 2016-2017             | Stoke City            | Premier League        | 32          | 6           | 5           | 1               | 0               | 0               | 2                 | 1                 | 1                 | -          | -          | -          | -                              | -                              | -                              | -                              | -      | -      | -      | 7        | 4        | 2        | 42    | 11    | 8     |
| Sous-total            | Sous-total            | Sous-total            | 125         | 22          | 23          | 6               | 1               | 2               | 14                | 3                 | 3                 | -          | -          | -          | -                              | -                              | -                              | -                              | -      | -      | -      | 34       | 8        | 6        | 179   | 34    | 34    |
| 2017-2018             | West Ham United       | Premier League        | 31          | 11          | 6           | 1               | 0               | 0               | 3                 | 0                 | 2                 | -          | -          | -          | -                              | -                              | -                              | -                              | -      | -      | -      | 10       | 4        | 3        | 45    | 15    | 11    |
| 2018-2019             | West Ham United       | Premier League        | 28          | 10          | 4           | 1               | 1               | 0               | 1                 | 0                 | 0                 | -          | -          | -          | -                              | -                              | -                              | -                              | -      | -      | -      | 9        | 5        | 3        | 39    | 16    | 7     |
| Sous-total            | Sous-total            | Sous-total            | 59          | 21          | 10          | 2               | 1               | 0               | 4                 | 0                 | 2                 | -          | -          | -          | -                              | -                              | -                              | -                              | -      | -      | -      | 19       | 9        | 6        | 84    | 31    | 18    |
| 2019                  | Shanghai SIPG         | Super League          | 11          | 9           | 2           | 2               | 0               | 0               | -                 | -                 | -                 | -          | -          | -          | LC                             | 2                              | 0                              | 0                              | -      | -      | -      | 4        | 2        | 1        | 19    | 11    | 3     |
| 2020                  | Shanghai SIPG         | Super League          | 18          | 7           | 1           | 1               | 0               | 0               | -                 | -                 | -                 | -          | -          | -          | LC                             | 1                              | 1                              | 0                              | -      | -      | -      | 2        | 0        | 2        | 22    | 8     | 3     |
| 2021                  | Shanghai SIPG         | Super League          | 4           | 3           | 0           | -               | -               | -               | -                 | -                 | -                 | -          | -          | -          | LC                             | -                              | -                              | -                              | -      | -      | -      | 4        | 1        | 0        | 8     | 4     | 0     |
| Sous-total            | Sous-total            | Sous-total            | 33          | 19          | 3           | 3               | 0               | 0               | -                 | -                 | -                 | -          | -          | -          | -                              | 3                              | 1                              | 0                              | -      | -      | -      | 10       | 3        | 3        | 49    | 23    | 6     |
| 2021-2022             | Bologne FC            | Serie A               | 33          | 14          | 1           | 1               | 1               | 0               | -                 | -                 | -                 | -          | -          | -          | -                              | -                              | -                              | -                              | -      | -      | -      | 11       | 6        | 2        | 45    | 21    | 3     |
| 2022-2023             | Bologne FC            | Serie A               | 21          | 10          | 1           | 2               | 0               | 0               | -                 | -                 | -                 | -          | -          | -          | -                              | -                              | -                              | -                              | -      | -      | -      | 6        | 1        | 1        | 29    | 11    | 2     |
| 2023-2024             | Bologne FC            | Serie A               | -           | -           | -           | 1               | 0               | 0               | -                 | -                 | -                 | -          | -          | -          | -                              | -                              | -                              | -                              | -      | -      | -      | -        | -        | -        | 1     | 0     | 0     |
| Sous-total            | Sous-total            | Sous-total            | 54          | 24          | 2           | 4               | 1               | 0               | -                 | -                 | -                 | -          | -          | -          | -                              | -                              | -                              | -                              | -      | -      | -      | 17       | 7        | 3        | 75    | 32    | 5     |
| 2023-2024             | Inter Milan (prêt)    | Serie A               | 27          | 5           | 3           | 1               | 0               | 0               | -                 | -                 | -                 | 2          | 0          | 0          | C1                             | 4                              | 2                              | 0                              | -      | -      | -      | 7        | 2        | 0        | 41    | 9     | 3     |
| 2024-2025             | Inter Milan           | Serie A               | 18          | 4           | 2           | 3               | 2               | 0               | -                 | -                 | -                 | -          | -          | -          | C1                             | 7                              | 1                              | 0                              | -      | -      | -      | 9        | 4        | 2        | 37    | 11    | 4     |
| Sous-total            | Sous-total            | Sous-total            | 45          | 9           | 5           | 4               | 2               | 0               | -                 | -                 | -                 | 2          | 0          | 0          | -                              | 11                             | 3                              | 0                              | -      | -      | -      | 16       | 6        | 5        | 78    | 20    | 10    |
| Total sur la carrière | Total sur la carrière | Total sur la carrière | 454         | 126         | 59          | 29              | 6               | 3               | 18                | 3                 | 5                 | 2          | 0          | 0          | -                              | 30                             | 7                              | 0                              | 1      | 0      | 0      | 125      | 40       | 26       | 659   | 182   | 93    |

## Palmarès

### En club
| Inter Milan |
| --- |
| - Ligue des champions - Finaliste : 2025 - Championnat d'Italie - Champion : 2010 et 2024 - Vice-champion : 2025 - Supercoupe d'Italie - Vainqueur : 2023 et 2024 |

### Distinctions personnelles
- Élu Meilleur footballeur autrichien de l'année 2018[19]